# Weihnachtsserie
Bei den sogenannten Weihnachtsserien handelt es sich um zumeist mehrteilige Fernsehproduktionen zu den Weihnachtsfeiertagen.

## Geschichte
Das Zweite Deutsche Fernsehen (ZDF) hat, überwiegend gemeinsam mit der TV60Filmproduktion, von 1979 bis 1995 und 1998 mehrfach derartige Serien produziert. Jedes Jahr zwischen Weihnachten und Neujahr wurde eine meist sechsteilige Kinder- und Jugendserie ausgestrahlt, meist mit einem Helden im Teenageralter in der Hauptrolle. Für einige Jungschauspieler wie Thomas Ohrner (Timm Thaler), Patrick Bach (Silas, Jack Holborn, Anna, Laura und Luis) oder Max Riemelt (Zwei Allein) bedeuteten die Weihnachtsserien den Karrierebeginn.
Mitte der 1990er stellte das ZDF die Weihnachtsserien ein. Die Gründe lagen vor allem in den sich ändernden Fernsehgewohnheiten. Mit dem Aufkommen des Privatfernsehens gab es mehr Sender, die in der Weihnachtszeit um die Gunst der Zuschauer warben. Andererseits ließ auch die Qualität der Weihnachtsmehrteiler nach. Das ZDF konnte daher mit den Weihnachtsserien Anfang der 1990er Jahre nicht mehr an die alten Erfolge anknüpfen. Die teuren Produktionen lohnten sich nicht mehr.

## In anderen Ländern
Weihnachtsserien sind jedoch kein allein deutsches Phänomen; es gibt sie auch in weiteren Ländern, so die 24-teiligen täglichen Weihnachtsserien Skandinaviens.

## Die Weihnachtsserien einzeln aufgeführt
| Jahr | Name der Fernsehserie        | Hauptrolle                              | Produktion  |
| ---- | ---------------------------- | --------------------------------------- | ----------- |
| 1979 | Timm Thaler                  | Thomas Ohrner                           | TV60Film    |
| 1980 | Madita                       | Jonna Liljendahl                        |             |
| 1981 | Silas                        | Patrick Bach                            | TV60Film    |
| 1982 | Jack Holborn                 | Patrick Bach                            | TV60Film    |
| 1983 | Nesthäkchen                  | Kathrin Toboll, Anja Bayer              | TV60Film    |
| 1984 | Patrik Pacard                | Hendrik Martz                           | TV60Film    |
| 1985 | Oliver Maass                 | Josef Gröbmayr                          | TV60Film    |
| 1986 | Mino                         | Guido Cella                             | TV60Film    |
| 1987 | Anna                         | Silvia Seidel                           | TV60Film    |
| 1988 | Nonni und Manni              | Garðar Thór Cortes, Einar Örn Einarsson | ZDF         |
| 1989 | Laura und Luis               | Jan Andres, Coco Winkelmann             | TV60Film    |
| 1990 | Ron und Tanja                | Leandro Blanco, Alexandra Henkel        | TV60Film    |
| 1991 | Marco – Über Meere und Berge | Umberto Caglini                         | TV60Film    |
| 1992 | Der lange Weg des Lukas B.   | Zachary Bennet                          | TV60Film    |
| 1993 | Clara                        | Katja Studt                             | TV60Film    |
| 1994 | Stella Stellaris             | Sissi Perlinger                         | Bavariafilm |
| 1995 | Frankie                      | Norman Nitzel                           | TV60Film    |
| 1998 | Zwei allein                  | Max Riemelt                             | TV60Film    |

Bis auf „Madita“ und „Marco“ wurden alle Serien auch auf DVD veröffentlicht. Von „Madita“ wurden bislang lediglich die Spielfilmfassungen auf DVD veröffentlicht.
Ab 2023 wurden alle Serien von 1979 bis 1988 auch in der ZDF-Mediathek zum Abruf bereitgestellt.